# Кардамонови планини
Кардамоновите планини (на тамилски: ஏலக்காய் மலை; на малаялам: കാര്ടമോം ഹില്ല്സ്) са планини в крайния юг на Индия, съставна част на Западните Гхати. Максимална височина връх Котаймалай 2019 m. Изградени са предимно от гнайси и кристалинни шисти. Билните им части са рязко очертани, склоновете стръмни и силно разчленени от дълбоки речни долини. Покрити са с влажни тропични гори. Голяма част от склоновете им са терасирани и заети от чайни и каучукови плантации. Отглеждат се различни видове подправки – черен пипер, кардамон, бахар и др.